# Listă de sculptori greci
Aceasta este o listă de sculptori greci.

## A
- Alkamenes
- Antenor

## E
- Evfranor

## F
- Fidias

## G
- El Greco

## K
- Kalimah
- Kritios

## L
- Lizip

## M
- Memos Makris
- Miron

## O
- Onatas

## P
- Paionios
- Poliklet
- Praksitel
- Praxiteles

## R
- Roik

## S
- Skopas